# Ruger SP101
La Ruger SP-101 è una rivoltella a doppia azione realizzata dall'azienda statunitense Sturm, Ruger & Co. a partire dal 1989.

## Sviluppo
La SP-101 è stata concepita come una pistola per la difesa personale, specificatamente come arma di backup, in grado di impiegare munizioni di grosso calibro. Fu introdotta allo stesso momento della  Ruger GP100, avendo un castello più piccolo di quest'ultima.

## Tecnica
La pistola è completamente realizzata in acciaio inox e sfrutta la funzionalità ad azione mista. Nonostante le piccole dimensioni, è in grado di camerare 5, 6 o 8 cartucce di calibro .357 Magnum, .38 Special o .22 LR. Ciò comporta un notevole rinculo. Il percussore è direttamente montato all'interno del telaio. L'impugnatura è in gomma dura e presenta delle striature per permettere un'impugnatura più maneggevole.